# 2445 Blazhko
2445 Blazhko è un asteroide della fascia principale. Scoperto nel 1935, presenta un'orbita caratterizzata da un semiasse maggiore pari a 2,2685131 UA e da un'eccentricità di 0,1473395, inclinata di 6,07399° rispetto all'eclittica.